# Erythritol
Erythritol ((2R,3S)-butane-1,2,3,4-tetrol) là một rượu đường (hoặc polyol) đã được phê duyệt để sử dụng như một phụ gia thực phẩm ở Hoa Kỳ  và trên khắp thế giới. Nó được phát hiện vào năm 1848 bởi nhà hóa học người Scotland John Stenhouse. Erythritol lần đầu tiên được phân lập vào năm 1852, nhưng đã không trở thành thương mại hóa như một loại rượu đường cho đến những năm 1990 tại Nhật Bản.
Nó xuất hiện tự nhiên trong một số loại trái cây và thực phẩm lên men. Ở cấp độ công nghiệp, nó được sản xuất từ glucose bằng cách lên men với men, Moniliella pollinis. Erythritol ngọt bằng 60-70% ngọt sucrose nhưng gần như không có calori, không ảnh hưởng đến lượng đường trong máu, không gây sâu răng, và được cơ thể hấp thu một phần, bài tiết trong nước tiểu và phân. Theo yêu cầu ghi nhãn của Cơ quan quản lý dược phẩm và thực phẩm Hoa Kỳ (FDA), nó có giá trị calo 0,2 kilocalories / gram (ít hơn đường 95% và carbohydrates khác), mặc dù ghi nhãn dinh dưỡng thay đổi theo từng quốc gia. Một số quốc gia, chẳng hạn như Nhật Bản và Hoa Kỳ, ghi nhãn là không có calo; Liên minh châu Âu nhãn nó là 0 kcal / g.